# Heinanøv
Heinanøv är ett berg i Färöarna (Kungariket Danmark).   Det ligger i sýslan Vága sýsla, i den nordvästra delen av landet, 40 km väster om huvudstaden Tórshavn. Toppen på Heinanøv är 78 meter över havet. Heinanøv ligger på ön Vágar.
Terrängen runt Heinanøv är huvudsakligen kuperad, men åt nordost är den platt. Havet är nära Heinanøv åt nordväst. Runt Heinanøv är det glesbefolkat, med 16 invånare per kvadratkilometer. Närmaste större samhälle är Vestmanna, 15,2 km öster om Heinanøv. Trakten runt Heinanøv består i huvudsak av gräsmarker.